# Dennis Chavez

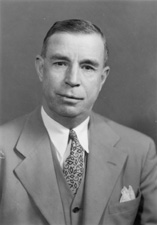
Dennis Chavez

Dionisio "Dennis" Chavez, född 8 april 1888 i Los Chaves, New Mexico-territoriet, död 18 november 1962 i Washington, D.C., var en amerikansk demokratisk politiker. Han representerade delstaten New Mexico i båda kamrarna av USA:s kongress, först i representanthuset 1931-1935 och sedan i senaten från 1935 fram till sin död.
Chavez gifte sig 1911 med Imelda Espinosa. Paret fick tre barn. Chavez arbetade som tolk åt demokraten Andrieus A. Jones kampanj i senatsvalet 1916. Efter Jones valseger fick Chavez arbete på senaten. Han avlade 1920 juristexamen vid Georgetown University och inledde därefter sin karriär som advokat i Albuquerque.
Chavez blev 1930 invald i kongressen. Efter två mandatperioder i representanthuset bestämde han sig för att kandidera till senaten. Han förlorade senatsvalet 1934 mot Bronson M. Cutting. Senator Cutting omkom 1935 i en flygolycka och Chavez blev utnämnd till senaten. Han vann sedan fyllnadsvalet 1936 och omvaldes 1940, 1946, 1952 och 1958. Han avled i ämbetet.
Chavez var katolik. Hans grav finns på Mount Calvary Cemetery i Albuquerque. Hans staty finns i samlingen National Statuary Hall Collection i Kapitolium.